# برستوواتس (بور)
برستوواتس (به صربی: Brestovac) یک روستا در صربستان است که در بور واقع شده‌است. برستوواتس ۲٬۹۵۰ نفر جمعیت دارد.